# Manuscrito (turnê)
Manuscrito foi a segunda turnê realizada pela cantora e compositora brasileira Sandy. A turnê promoveu o primeiro álbum solo da cantora, Manuscrito (2010), e percorreu várias cidades brasileiras entre os dias 19 de novembro de 2010 e 9 de dezembro de 2012, totalizando 24 apresentações. Um dos shows da turnê figurou entre os mais lucrativos do mês de novembro de 2011, quando Sandy apareceu no ranking Boxscore, da revista Billboard, que lista os concertos mais rentáveis. O show dessa turnê foi registrado em agosto de 2011 e se tornou o primeiro álbum ao vivo de Sandy, Manuscrito Ao Vivo (2011).

## Desenvolvimento
O cenário do show, criado por Zé Carratu, é composto por tapetes, molduras, lustres e uma mesinha de centro. Sandy quis que seus fãs se "sentissem em casa". A setlist é composta por 21 canções, incluindo todas as faixas do álbum Manuscrito, com exceção de "Mais um Rosto", além dos revivals da época de Sandy & Junior com "Estranho Jeito de Amar" e "Quando Você Passa (Turu turu)". Há também alguns covers, como "Wonderwall", da banda Oasis, "Beija Eu, de Marisa Monte, e "Casa", de Lulu Santos, entre outros. "Quando estava fazendo o roteiro desse show, resolvi integrar o repertório com coisas que gosto e ouço. E assim, deixar ainda mais com a minha cara", disse a cantora.

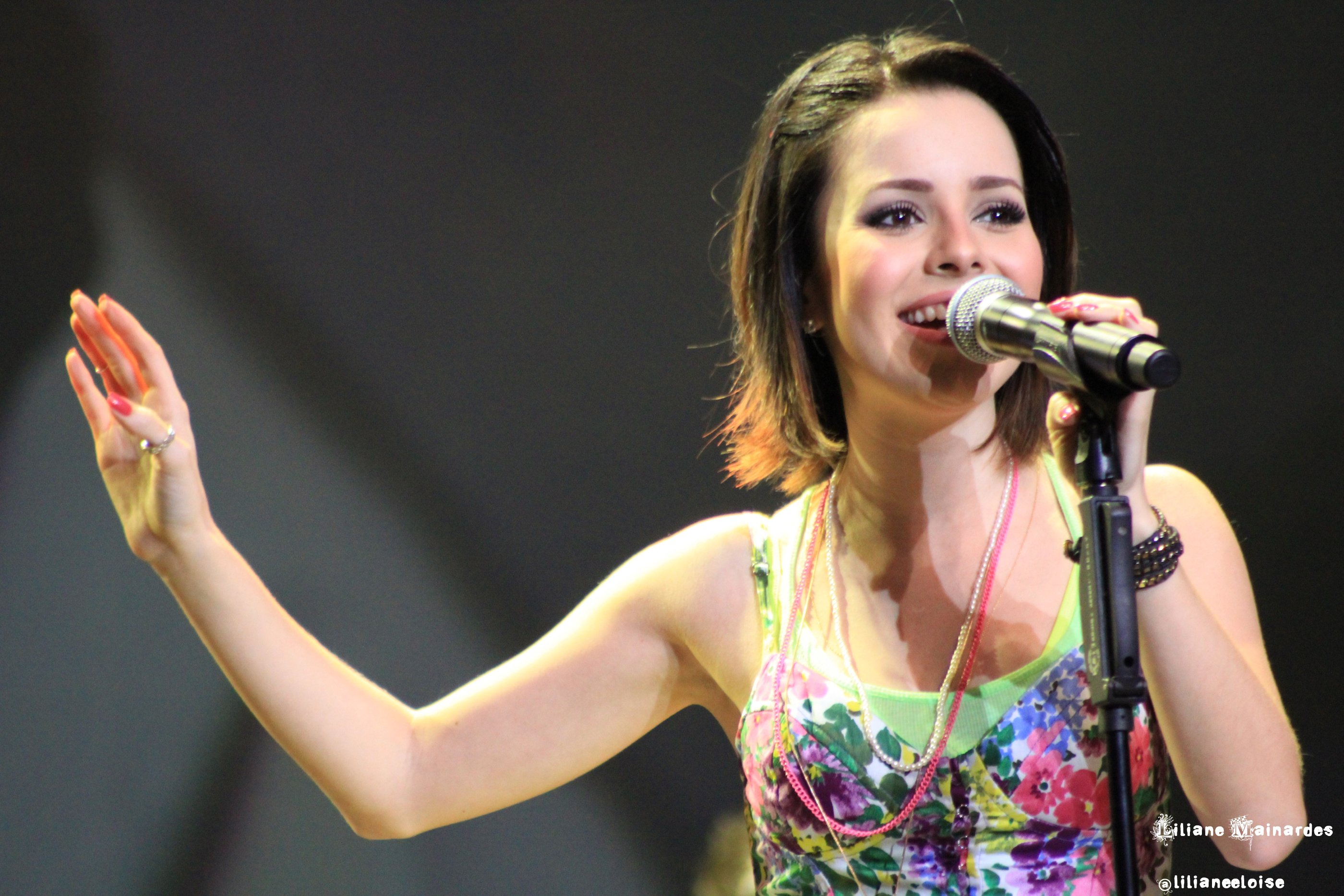
Sandy durante um show da turnê em Curitiba, novembro de 2010

A turnê estreou no dia 19 de novembro de 2010 em Curitiba. Em entrevistas, Sandy dizia estar ansiosa para a tão esperada volta aos palcos, já que ela estava há 2 anos sem realizar um show inteiro. Num show da turnê no Rio de Janeiro, Sandy recebeu o disco de platina pelas 80 mil cópias vendidas do álbum Manuscrito.
Após os shows no final de 2010, a turnê voltou no dia 7 de maio de 2011 com um show no Vivo Rio, no Rio de Janeiro, e seguiu para São Paulo, Belo Horizonte e Recife, onde o show foi apresentado em uma das maiores casas de espetáculos da America Latina, o Chevrolet Hall Recife, e ainda contou com a participação especial de Luiza Possi, que cantou “Hoje Eu Quero Sair Só” com Sandy. Depois disso a turnê seguiu para Natal e Brasília.
A partir do show de Bauru, Sandy adicionou na setlist da turnê as músicas "Bad" e  "Human Nature", do cantor Michael Jackson, cujos arranjos foram retirados da turnê Sandy Canta Michael Jackson.
Sandy iniciou a turnê Manuscrito no dia 19 de novembro de 2010, em Curitiba. A apresentação aconteceu no Teatro Positivo. A cantora abriu o espetáculo interpretando seu primeiro single solo, "Pés Cansados". Bastante emocionada, ela “engasgou” em diversos trechos da música. Terminado o show, a cantora agradeceu aos fãs no Twitter: "Meu Deus! Agora foi!! Quanta emoção pra um coraçãozinho... Obrigada a todos que compartilharam esse momento tão especial. Foi incrível! Estou super feliz!"
Apesar da “pressão” de um show de estreia, a cantora esteve à vontade no palco e conduziu um show animado do início ao fim. Nitidamente feliz voltou ao palco para um bis. Tocou ao piano a canção "Esconderijo" e despediu-se com "Tempo". Logo depois, deixou o palco e brindou nos bastidores com sua banda e equipe o pontapé inicial em sua carreira solo.

## DVD
Com ingressos esgotados em menos de 24 horas, Sandy gravou o DVD Manuscrito Ao Vivo no dia 24 de agosto de 2011 no Teatro Bradesco, em São Paulo. Trata-se do registro do mesmo show da turnê. O show foi lançado em versão CD, DVD, CD+DVD, Blu-Ray e Download digital no dia 24 de novembro de 2011. O projeto foi um sucesso de vendas, alcançando a marca de 50 mil cópias em poucas semanas após seu lançamento, sendo um dos DVDs mais vendidos na época. As músicas de seu repertório mais antigo, da época da dupla Sandy & Junior, também foram incluídas no DVD. "Estranho Jeito de Amar" entrou no CD, e "Quando Você Passa (Turu Turu)" aparece como faixa-bônus do DVD.

## Recepção da crítica
O crítico musical Mauro Ferreira, do Notas Musicais, avaliou o show com três estrelas de um total de 5 (3/5), dizendo que "gracioso como o cenário de Zé Carratu, e em alguns números elegante como a luz criada por Maneco Quinderé, Manuscrito é show que cresce quando Sandy sai do piloto automático e põe alma (e emoções reais) no que canta."

## Repertório
1. "Pés Cansados"
2. "Dedilhada"
3. "Ela/Ele"
4. "Perdida e Salva"
5. "Beija Eu"
6. "Put Your Records On"
7. "Tão Comum"
8. "Hoje Eu Quero Sair Só"
9. "O Que Faltou Ser"
10. "Duras Pedras"
11. "Dias Iguais"
12. "Wonderwall"
13. "Por Enquanto"
14. "Quando Você Passa (Turuturu)"
15. "Estranho Jeito de Amar"
16. "Black Horse and the Cherry Tree"
17. "Sem Jeito"
18. "Quem Eu Sou"
19. "Esconderijo"
20. "Casa"
21. "Tempo"

1. "Pés Cansados"
2. "Dedilhada"
3. "Ela/Ele"
4. "Perdida e Salva"
5. "Beija Eu"
6. "Put Your Records On"
7. "Tão Comum"
8. "Hoje Eu Quero Sair Só"
9. "O Que Faltou Ser"
10. "Duras Pedras"
11. "Dias Iguais"
12. "Wonderwall"
13. "Por Enquanto"
14. "Quando Você Passa (Turuturu)"
15. "Estranho Jeito de Amar"
16. "Bad"
17. "Black Horse and the Cherry Tree"
18. "Human Nature"
19. "Sem Jeito"
20. "Quem Eu Sou"
21. "Esconderijo"
22. "Casa"
23. "Tempo"
24. "A Lenda"
25. "Tudo Pra Você"
26. "Aquela Dos 30"